# Homer fait la grève de la faim
 (août 2022).
Si vous disposez d'ouvrages ou d'articles de référence ou si vous connaissez des sites web de qualité traitant du thème abordé ici, merci de compléter l'article en donnant les références utiles à sa vérifiabilité et en les liant à la section « Notes et références ».
Homer fait la grève de la faim (France) ou Ventre plein n'a pas d'Homer (Québec) (Hungry Hungry Homer) est le 15e épisode de la saison 12 de la série télévisée d'animation Les Simpson.

## Synopsis
Après avoir vu une pub pour le parc Blockoland à la télévision, les Simpson décident de s'y rendre. Lors du voyage retour, Lisa s'aperçoit que la Tour Eiffel en Blocko qu'elle a acheté a une pièce en moins. Homer retourne alors au parc pour récupérer sa pièce, et se rend compte qu'il devrait rendre service aux gens plus souvent.
Au bar de Moe, Lenny se plaint de l'équipe de baseball de Springfield, les Isotopes, et dit qu'il ne peut se faire rembourser son billet pour le prochain match. Homer décide d'aider son ami en allant rencontrer le propriétaire de Duff. Là-bas, il découvre que la société a l'intention de muter l'équipe de Springfield à Albuquerque ! Mais personne ne le croit. Pour empêcher le déménagement de l'équipe, Homer entame une grève de la faim...